# Charles M. Schwab
Charles Michael Schwab  (18 de febrero de 1862 - 18 de octubre de 1939) fue un magnate estadounidense del acero. Bajo su liderazgo, la empresa Bethlehem Steel se convirtió en el segundo mayor fabricante de acero en los Estados Unidos, y en uno de los exponentes de la industria pesada más importantes del mundo.
En su época, fue tan popular por sus evidentes logros empresariales como por su derrochador estilo de vida, que finalmente le llevó a la ruina.

## Primeros años
Schwab nació en Williamsburg, Pensilvania, hijo de Pauline (nacida Farabaugh) y John Anthony Schwab. Tanto sus abuelos paternos como los maternos fueron católicos inmigrantes de Alemania. Schwab fue criado en Loretto, Pensilvania, que siempre consideró su "ciudad". Asistió al Saint Francis College, hoy en día Universidad de San Francisco, pero se fue después de dos años para buscar trabajo en Pittsburgh.

## Carrera
Schwab comenzó su fulgurante carrera siendo un muchacho, como simple aprendiz (barriendo suelos y clavando estacas) en las acerías de Andrew Carnegie. Sin embargo, su disposición para el trabajo, su curiosidad por la lectura (tanto de la tecnología del acero como del mundo de las finanzas) y su capacidad para liderar e incentivar a sus compañeros (haciendo crecer la producción de la empresa), llamaron la atención del propio Carnegie, haciendo que en 1897, con tan solo 35 años de edad, se convirtiese en presidente de la Carnegie Steel Company. En 1901, ayudó a negociar la venta secreta de Carnegie Steel a un grupo financiero basado en Nueva York liderado por JP Morgan. Después de la compra, Schwab se convirtió en el primer presidente de la U.S. Steel, la compañía nacida de la fusión de las antiguas empresas propiedad de Carnegie.
Después de varios enfrentamientos con Morgan y con su compañero ejecutivo Elbert Gary, Schwab dejó la U.S. Steel en 1903 para dirigir la Bethlehem Shipbuilding and Steel Company en Bethlehem, Pensilvania. La empresa adquirió astilleros en California, Delaware y Nueva Jersey a través de una pequeña participación, y se convirtió en el mayor productor independiente de acero del mundo.

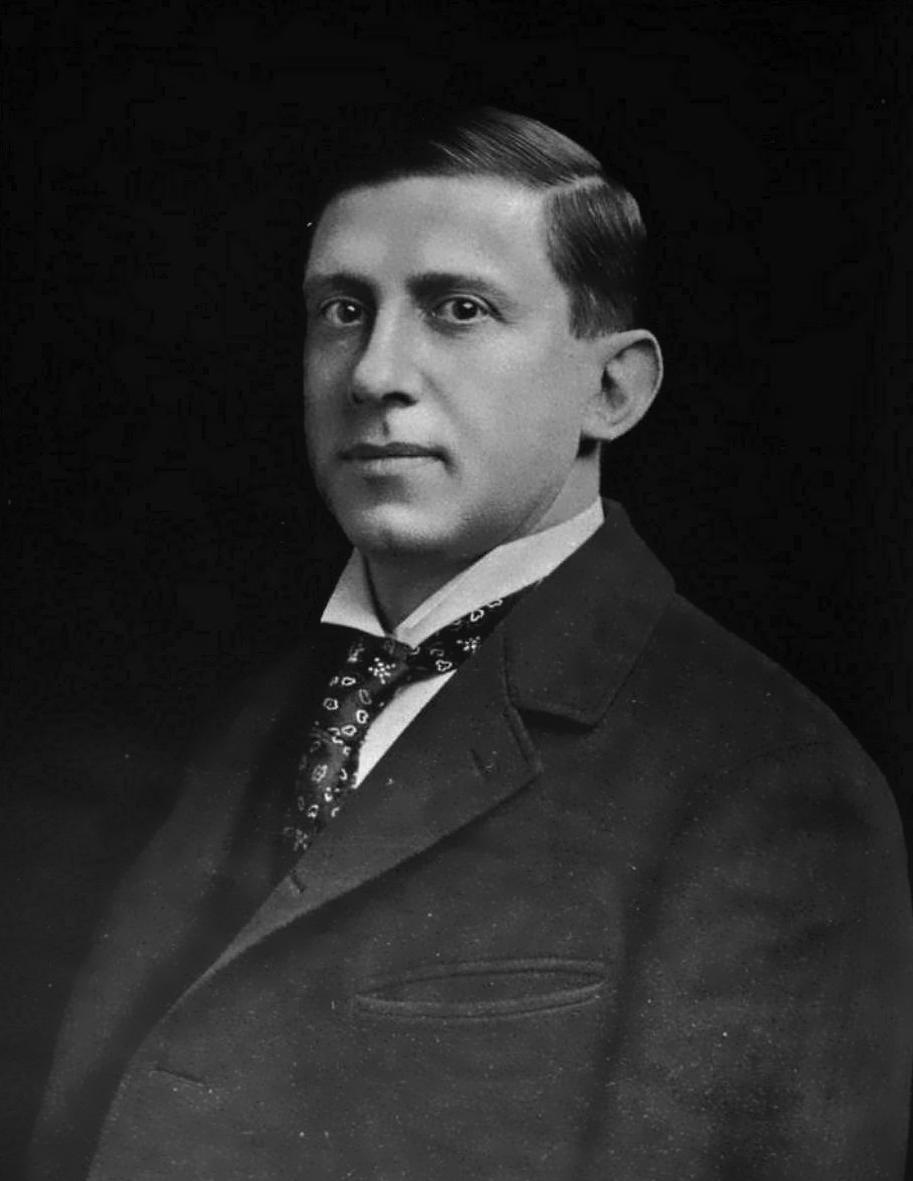
Schwab en 1901, a la edad de 39 años

Una parte importante del éxito de Bethlehem Steel fue el desarrollo del "H-beam", un tipo de viga de acero con perfil en forma de "H" (precursor del actual "perfil doble T"). Schwab estaba interesado en la producción masiva de vigas de acero (perfiles laminados de ala ancha, denominados "wide flange"), una aventura arriesgada que requería la obtención de capital y la construcción de una nueva acería de grandes dimensiones. En su comentario más famoso, Schwab dijo a su secretaria: "He meditado todo esto, y si quebramos, quebraremos a lo grande".
En 1908, Bethlehem Steel comenzó a fabricar esta viga, revolucionando la construcción de edificios y haciendo posible la edad de los rascacielos. Su éxito ayudó a la compañía de acero Bethlehem Steel a transformarse en la segunda más grande del mundo. Bethlehem en Pensilvania pasó a ser casi como una ciudad de la compañía, creciendo rápidamente gracias a la absorción de cuatro localidades próximas.
En 1910, Schwab rompió la huelga de Bethlehem Steel utilizando la recién formada policía estatal de Pensilvania. Schwab mantuvo fuera de Bethlehem Steel a los sindicatos, hasta el punto de que no pudo organizarse ninguno hasta 1941, dos años después de su muerte.
En 1911, Bethlehem Steel formó un equipo de fútbol de la compañía, conocido como Bethlehem Steel FC. Hasta su desaparición en 1930, el equipo ganó ocho campeonatos de liga, seis veces la Copa Americana y cinco ediciones de la National Challenge Cup. Fue considerado como uno de los mejores equipos de fútbol en la historia de EE. UU. La compañía disolvió el equipo como consecuencia de las pérdidas financieras sufridas durante "La guerra del fútbol" de 1928-1929 (entre la American Soccer League y la American United States Football Association) y el inicio de la Gran Depresión en 1929.
Durante los primeros años de la Primera Guerra Mundial, Bethlehem Steel tenía un monopolio virtual en los contratos de suministro de los Aliados con ciertos tipos de municiones. Schwab realizó muchas visitas a Europa en relación con la fabricación y suministro de municiones a los gobiernos aliados, eludiendo las leyes norteamericanas de neutralidad durante este período al canalizar las mercancías a través de Canadá.
El 16 de abril de 1918, Schwab se convirtió en director general de la Corporación de la Flota de Emergencia, un consejo promovido por el Congreso con autoridad sobre todos los astilleros de los Estados Unidos. El presidente Wilson había pedido personalmente a Schwab que asumiera esta responsabilidad. El cambio más grande que Schwab introdujo para incentivar los esfuerzos en la construcción naval, fue abandonar el sistema de contratación de costo más ganancia que había estado vigente hasta ese momento y comenzar a emitir contratos de precio fijo. Después de la entrada de Estados Unidos en la guerra, fue acusado de lucro ilícito, pero más tarde fue absuelto.
Schwab fue considerado como un controvertido especulador. Cuando Thomas Edison ya era famoso, le llamó en una ocasión "campeón de los buscavidas". Su lucrativo contrato de suministro de acero al Ferrocarril Trans-Siberiano se produjo después de que le hizo un "regalo" (un deslumbrante collar de perlas con un esplendoroso diamante) de 200.000 dólares a la amante del Gran Duque Alexis Aleksandrovich.
Dentro de las formas innovadoras de Schwab de tratar con su personal, el magnate Dale Carnegie lo incluye en su obra más famosa: Cómo ganar amigos e influir sobre las personas de 1936.
En 1928, Schwab fue galardonado con la Medalla de Oro de Bessemer por sus "servicios excepcionales a la industria del acero". En 1982, fue incluido en el Salón de la Fama de la Junior Achievement International.

## Vida personal
Schwab llegó a ser inmensamente rico. Se trasladó a Nueva York, al Upper West Side, que en aquella época era considerado como el lado "equivocado" del Central Park. Allí erigió "Riverside", su descomunal residencia: la casa privada más ambiciosa jamás construida en Nueva York. Con un coste de siete millones de dólares, hizo edificar una mansión de 75 habitaciones, combinando detalles de tres castillos franceses en una manzana completa. Después de la muerte de Schwab, el alcalde de Nueva York Fiorello La Guardia rechazó una propuesta para que Riverside fuera la residencia oficial de la alcaldía, por considerarlo demasiado grandioso. Fue demolido en 1948,  sustituyéndose por un bloque de apartamentos.

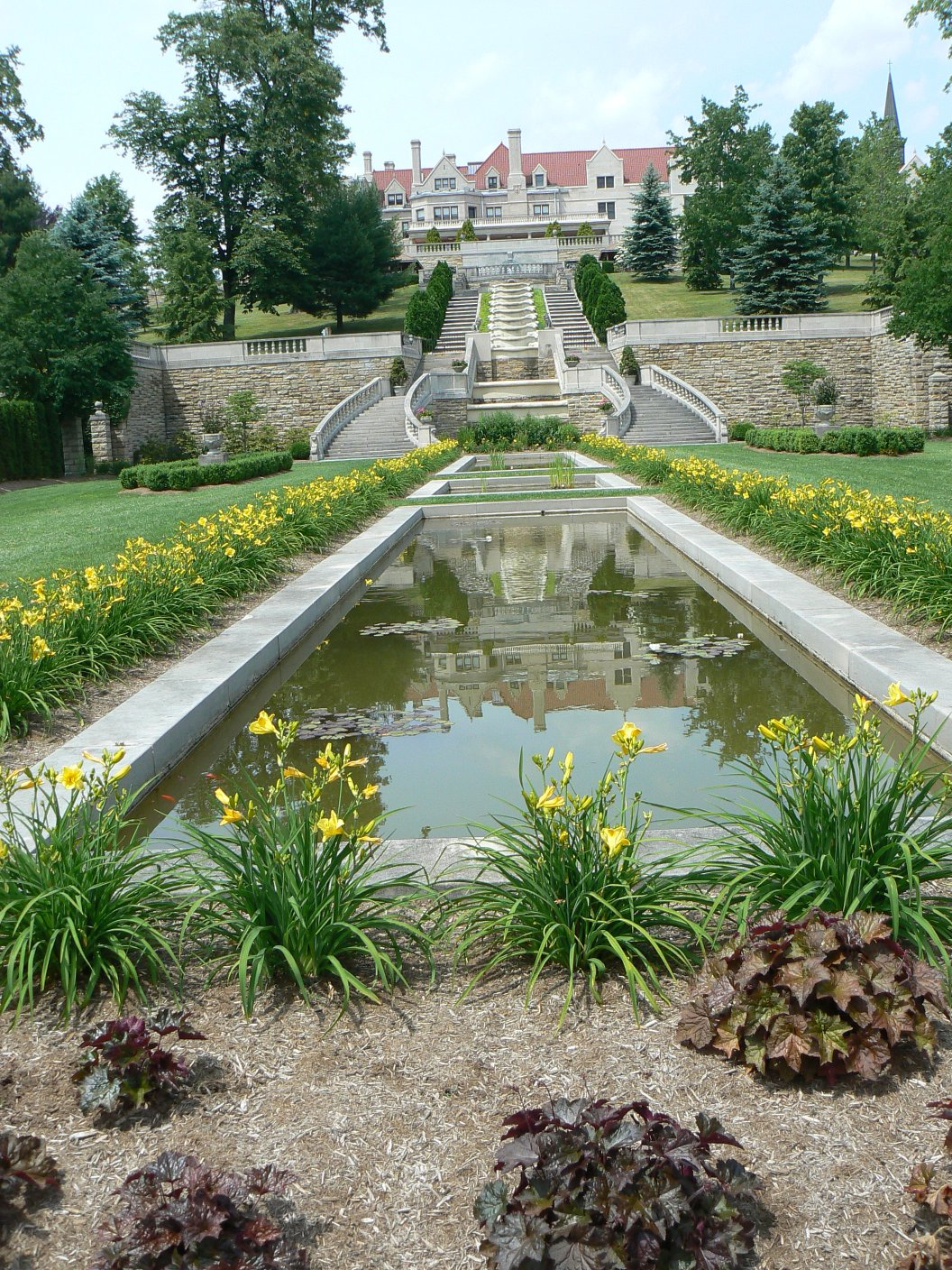
Residencia de Charles M. Schwab en Filadelfia

También era dueño de una finca de verano de 44 habitaciones en una parcela de 1.000 acres (4 km²) en Loretto, llamada en alemán "Immergrün" ("siempre verde", en referencia a la vegetación de hoja perenne). La propiedad incluía unos jardines opulentos y un campo de golf de nueve hoyos. En lugar de derribar la casa existente en la parcela, Schwab la trasladó unos 60 metros mediante un sistema de rodillos sobre raíles para dar cabida a su nueva mansión. Los legatarios de los bienes de Schwab vendieron Immergrün después de su muerte y ahora aloja el Convento del Monte Asís ("Assisi Mount Friary") formando parte de los terrenos de la Universidad Saint Francis.
Schwab se hizo famoso por su "vía rápida" de acceso a un estilo de vida opulento y desenfrenado, incluyendo fiestas fastuosas, su afición al juego de altas apuestas, y una serie de aventuras extramaritales con el resultado de al menos una hija fuera del matrimonio. Sus infidelidades y la evidencia de que tenía una hija ilegítima agriaron la relación con su esposa. Se convirtió en una celebridad internacional cuando "hizo saltar la banca" en el Casino de Monte Carlo. Viajaba en un vagón de tren privado de 100.000 dólares denominado "Loretto". Incluso antes de la Gran Depresión, ya había gastado la mayor parte de su fortuna, estimada entre 25 y 40 millones de dólares (ajustada por la inflación, equivale a entre 500 y 800 millones de dólares en la primera década del siglo XXI).
La Gran Depresión de 1929 acabó con sus tiempos de gastos sin sentido. Pasó sus últimos años en un pequeño apartamento. Acosado por sus acreedores, ya no podía pagar los impuestos de "Riverside". Intentó vender la mansión a un precio ridículo, pero no hubo compradores interesados.
A su muerte, diez años después, las participaciones de Schwab en la Bethlehem Steel no valían prácticamente nada, y tenía más de 300.000 dólares de deudas. Si hubiera vivido unos cuantos años más, probablemente habría visto su fortuna restaurada cuando la Bethlehem Steel fue inundada con pedidos de material militar durante la Segunda Guerra Mundial. 
Falleció en Nueva York el 19 de octubre de 1939 de un ataque al corazón, poco después de haber vuelto de Londres (donde había sufrido un primer ataque cardíaco) en el transatlántico S.S. Washington. Tenía 77 años de edad. Fue enterrado en el cementerio Saint Michael de Loretto en un mausoleo privado, donde también está sepultada su esposa Emma Eurana Dinkey.
Un retrato de Schwab pintado en 1903 por el artista estadounidense nacido en Suiza, Adolfo Müller-Ury (1862-1947) formaba parte de la Colección Jessica Dragonette en el Centro de Patrimonio de América en la Universidad de Wyoming en Laramie, pero recientemente ha sido donado a la National Portrait Gallery en Washington D. C.. En torno a la misma fecha, su sobrino y tocayo Charles M. Schwab (hijo de su hermano Joseph) también fue retratado como un niño vestido con un traje de marinero por Müller-Ury.
La familia Schwab mantuvo la propiedad de la compañía hasta finales de 1980, cuando tuvo que ser vendida para evitar la quiebra. De acuerdo con los registros públicos de impuestos de EE. UU., la decena de sus herederos recibió algo más de 40 millones de dólares.
(Schwab no está relacionado con Charles R. Schwab, fundador de la firma de corretaje Charles Schwab Corporation)